# Contopus bogotensis
El pibí tropical norteño o papamoscas tropical norteño (Contopus bogotensis), es una especie de ave paseriforme de la familia Tyrannidae perteneciente al numeroso género Contopus, hasta recientemente (2022) considerada un grupo de subespecies de Contopus cinereus. Es nativa de México, América Central y del norte de América del Sur, también en Trinidad y Tobago.

## Distribución y hábitat
Se distribuye de forma disjunta desde el sureste tropical de México, por Guatemala, Belice, Honduras, Nicaragua, El Salvador, Costa Rica, Panamá, norte y este de Colombia y norte de Venezuela y Trinidad y Tobago; y en el sur de Venezuela, Guyana, Surinam, Guayana francesa, y norte de Brasil.
Esta especie es considerada de poco común a localmente común en una variedad de hábitats naturales, preferencialmente en bordes de selvas húmedas de baja altitud, pero también en bosques secos, en galería, crescimientos secundarios altamente degradados, manglares, pinares, plantaciones (por ej. café y cacao), claros arbustivos, laderas arbustivas secas con árboles balsa y Carica. Desde el nivel del mar hasta los 1200 m en México y Honduras; hasta los 1500 m en la mayor parte del sureste de América Central y norte de América del Sur, pero hasta los 1900 m en Venezuela y ocasionalmente hasta los 2500 o 2600 m en los Andes colombianos.

## Sistemática

### Descripción original
La especie C. bogotensis fue descrita por primera vez por el naturalista francés Charles Lucien Bonaparte en 1850 bajo el nombre científico Tyrannula bogotensis; la localidad tipo dada es: «Bogotá, Colombia.»

### Etimología
El nombre genérico masculino «Contopus» se compone de las palabras del griego «kontos» que significa ‘percha’, y «podos» que significa ‘pies’; y el nombre de la especie «bogotensis», se refiere a la localidad tipo, Bogotá, Colombia.

### Taxonomía
La presente especie fue tradicionalmente tratada como un grupo de subespecies del pibí tropical (Contopus cinereus), pero fue separada como especie plena con base en diferencias de plumaje y de vocalización; lo que fue seguido por las principales clasificaciones.
Las principales diferencias apuntadas para justificar la separación de C. cinereus son: el vientre amarillento y no blanquecino; su mucho más obvia garganta blanca y las partes inferiores menos extensivamente grises. Difiere de la también separada especie Contopus punensis por la banda en el pecho más oscura y la corona más oscura. Difiere de ambas por el canto distintivo, con mucho más notas y más cortas.

### Subespecies
Según las clasificaciones del Congreso Ornitológico Internacional (IOC) y Clements Checklist/eBird se reconocen cinco subespecies, con su correspondiente distribución geográfica:
- Contopus bogotensis brachytarsus (P.L. Sclater, 1859) - sur de México (desde el norte de Oaxaca, sur de Veracruz y Yucatán, incluyendo la isla Cozumel) hacia el sur hasta Panamá (oeste del istmo de Darién).
- Contopus bogotensis rhizophorus (Dwight & Griscom, 1924) - Guanacaste, en el noroeste de Costa Rica.
- Contopus bogotensis aithalodes Wetmore, 1957 - isla Coiba, en el sur de Panamá.
- Contopus bogotensis bogotensis (Bonaparte, 1850) - norte y este de Colombia, norte de Venezuela, Trinidad, extremo sur de Venezuela (sur de Amazonas) y adyacente noroeste de Brasil.
- Contopus bogotensis surinamensis F.P. Penard & A.P. Penard, 1910 - sureste de Venezuela (noroeste de Bolívar), las Guayanas y  noreste de Brasil (Amapá hasta Marajó).